# Mademoiselle Lange nelle vesti di Danae
Mademoiselle Lange nelle vesti di Danae (in francese: Mademoiselle Lange en Danaé; in inglese: Portrait of Mlle. Lange as Danae) è un dipinto del pittore francese Anne-Louis Girodet de Roussy-Trioson. Questo quadro satirico ritraente l'attrice Anne-Françoise Elisabeth Lange come Danae rimpiazzò una Venere durante gli ultimi due giorni del Salone parigino del 1799, dopo una disputa tra l'artista e la modella. Attualmente fa parte della collezione dell'istituto d'arte di Minneapolis.

## Storia
L'artista Girodet e Mademoiselle Lange (come era nota sul palco) si incrociarono per la prima volta al Salone del 1793. Girodet era uno studente di Jacques-Louis David che era divenuto famoso per la sua opera Il sonno di Endimione. Nel 1793, la signorina Lange era già un'attrice di spicco e un membro della società della Comédie-Française. Ella aveva posato per la Sylvie di Jean-François Gilles Colson, che si trovava nella stessa galleria nel 1793.
Sei anni dopo (nel 1798), come regalo per il marito sposato da poco, Michel-Jean Simons, la signora Simons commissionò un ritratto a Girodet, che dipinse l'attrice come la dea romana Venere. Ad Anne-Françoise Elisabeth Lange il dipinto piacque così poco che in una lettera scritta all'artista richiese che egli rimuovesse il dipinto dal Salone di Parigi e offrì solo metà del prezzo richiesto da Girodet. Inoltre, scrisse che la sua opera comprometteva non solo la sua reputazione di bellezza, ma anche la sua come artista emergente.
Furente, il trentaduenne Girodet iniziò a lavorare a un nuovo dipinto di Mademoiselle Lange nelle vesti di Danae. Il dipinto è codificato deliberatamente con dei dettagli nascosti della sua vita intima, nel tentativo di diffamarla. Il 2 agosto del 1799, Girodet orchestrò la sua vendetta. Dopo aver liquidato la Venere tagliandola in quattro parti, Girodet fece appendere la sua nuova raffigurazione di Mademoiselle Lange come Danae nel Salon Carré, dopo averci lavorato per diciannove giorni.

## Descrizione
Mademoiselle Lange viene raffigurata mentre raccoglie delle monete d'oro con un lenzuolo. Questa scena tipica dell'episodio della pioggia aurea associato con Danae fu adoperata da Girodet per raffigurare Mademoiselle Lange come una persona avara, se non come una vera prostituta arraffasoldi. La puttina alata che la aiuta a raccogliere le monete d'oro è Palmyre, la figlia illegittima avuta da una relazione con un banchiere. Ella è accompagnata da un tacchino che porta un anello nuziale sulla zampa. Questo simboleggia suo marito, Simons. C'è un bambino, che rappresenta il figlio avuto dal marito, che raccoglie delle piume di pavone (un simbolo di vanità) che crescono sul tacchino. La madre e i bambini hanno le teste abbellite da dei copricapi ricavati dalle piume di pavone.
Due colombe bianche sono legate a una bilancia e ognuna ha un'iscrizione latina sul collare. La scritta latina fidelitas ("fedeltà") si trova attorno al collo dell'uccello la cui ala sinistra è stata schiacciata da una delle monete d'oro e perde sangue: è un'allusione all'adulterio. L'altra (constantia, "costanza") è scritta attorno al collo dell'uccello che è fuggito, lasciando intendere nuovamente che il carattere della donna è instabile.
Sullo sfondo, una statua dell'Abbondanza è illuminata debolmente da un focherello che ha attirato alcune falene. Alla base della statua si trova un'altra espressione in latino: bonæ spei et. laribus sacrum, ossia "sacro alla buona speranza e ai Lari". Sopra la donna si trova un ragno, la cui ragnatela raccoglie alcune delle monete che cadono dall'alto.
Inoltre, i quattro angoli della cornice furono decorati con dei rilievi di cammei ornati, ognuno dei quali contiene delle frasi o motti latini.
| Immagine | Latino                                                                               | Fonte                      | Traduzione                                    |
| -------- | ------------------------------------------------------------------------------------ | -------------------------- | --------------------------------------------- |
| Sirena   | desin[a]t in piscem mulier formosa superne [spectatum admissi] risum teneatis amici? | Ars Poetica di Orazio      | Termina in pesce la donna bella superiormente |
| Creatura | desin[a]t in piscem mulier formosa superne [spectatum admissi] risum teneatis amici? | Ars Poetica di Orazio      | Potreste trattenervi dal ridere, amici?       |
| Oro      | trahit sua quemque voluptas                                                          | Seconda egloga di Virgilio | Ognuno è attratto dal suo piacere             |
| Bue      | nec pluribus impar                                                                   | Attribuito a Luigi XIV     | Non inferiore ai più                          |

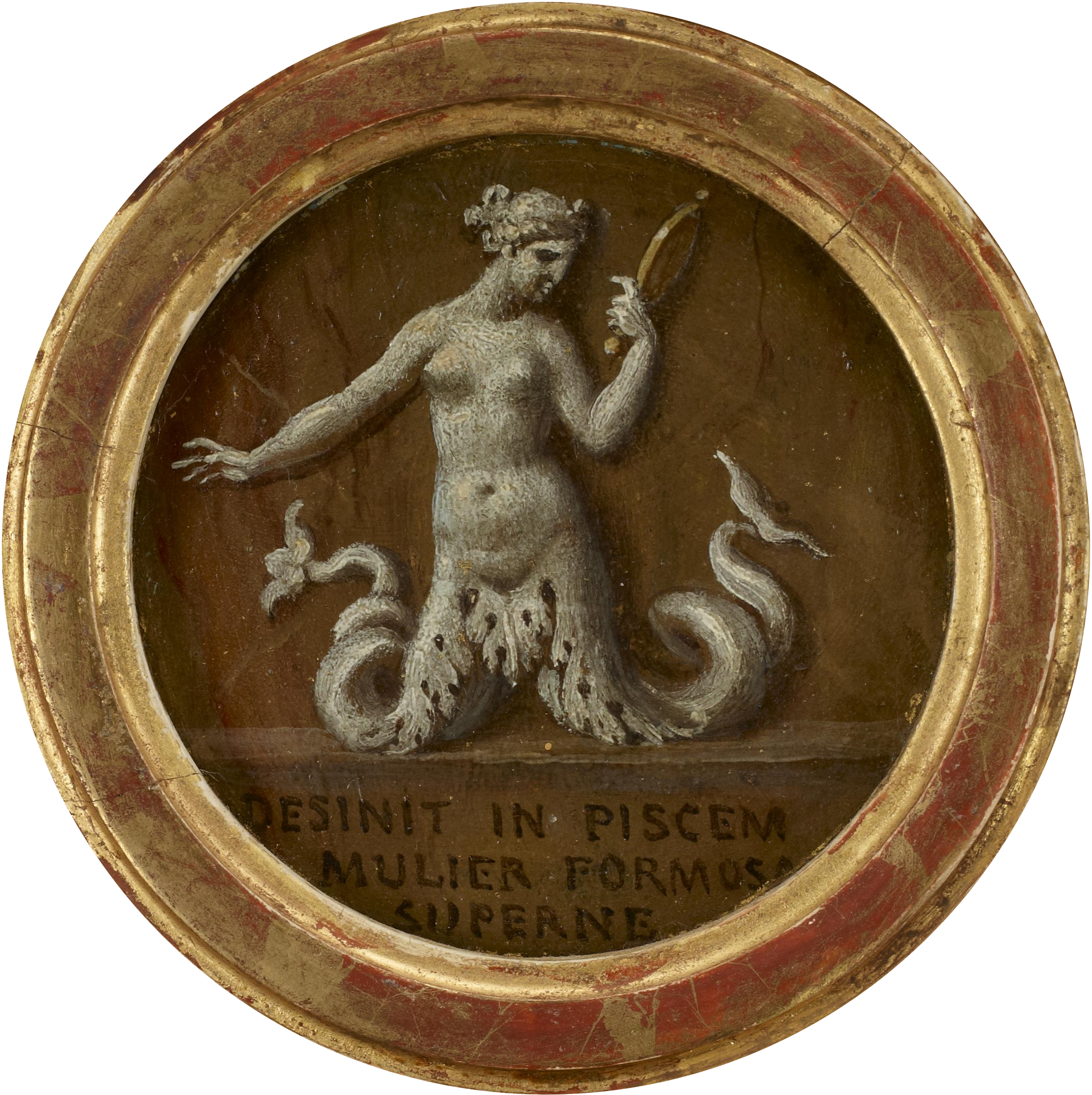
Una sirena che si contempla allo specchio.
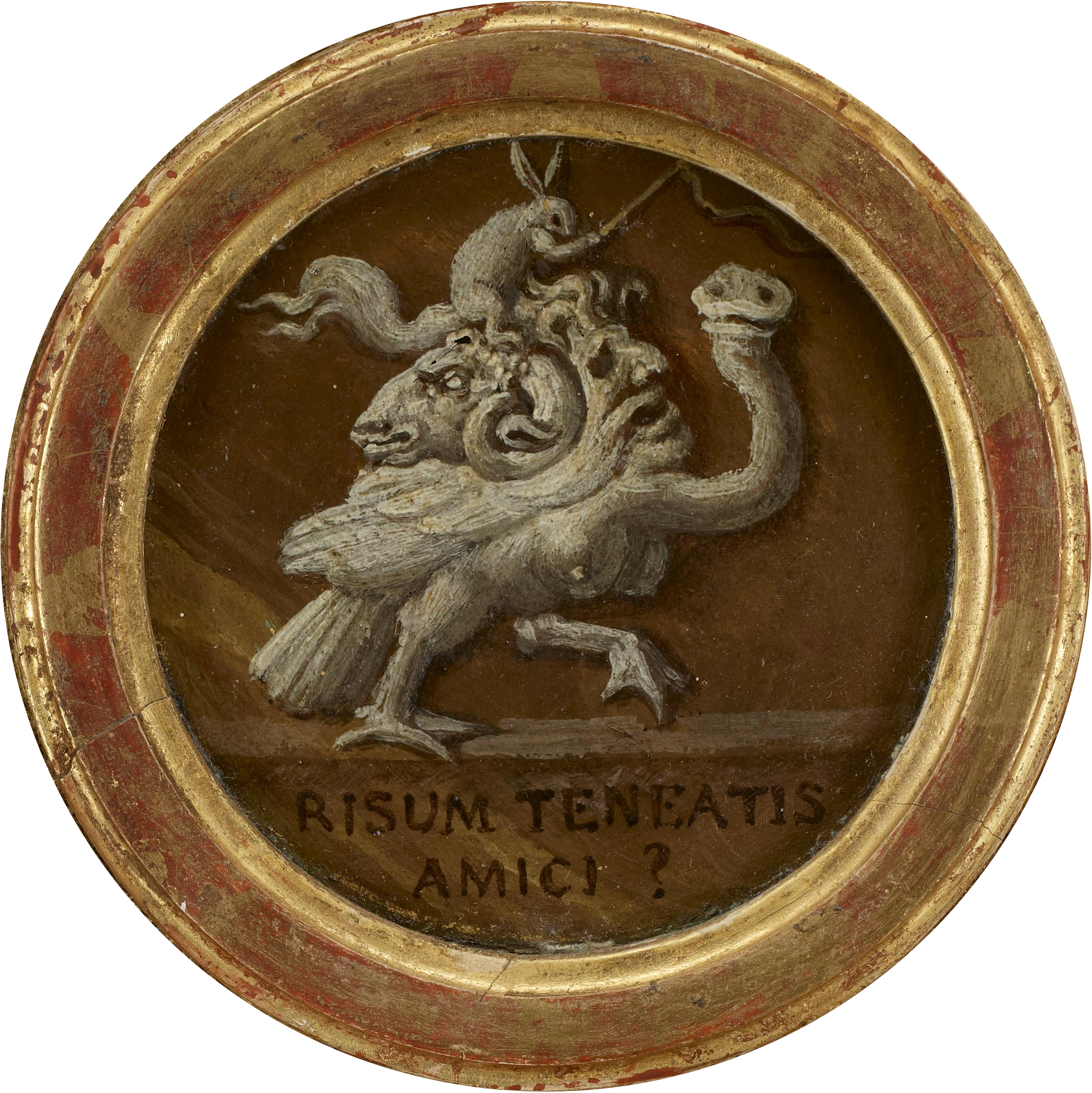
Una creatura bizzarra cavalcata da un coniglio.
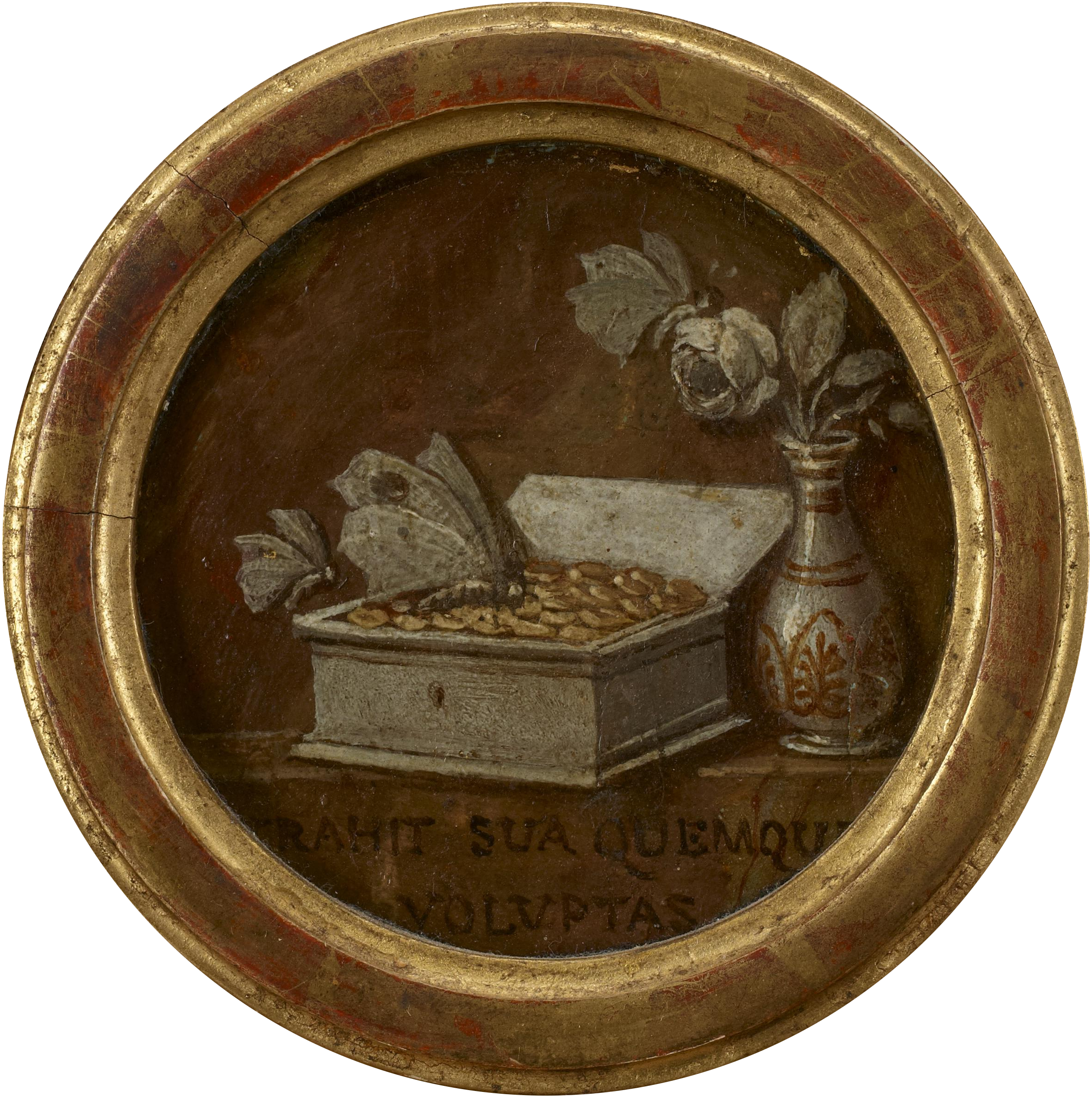
Delle monete d'oro in una scatolina che attraggono le falene. Accanto c'è un vaso di fiori.
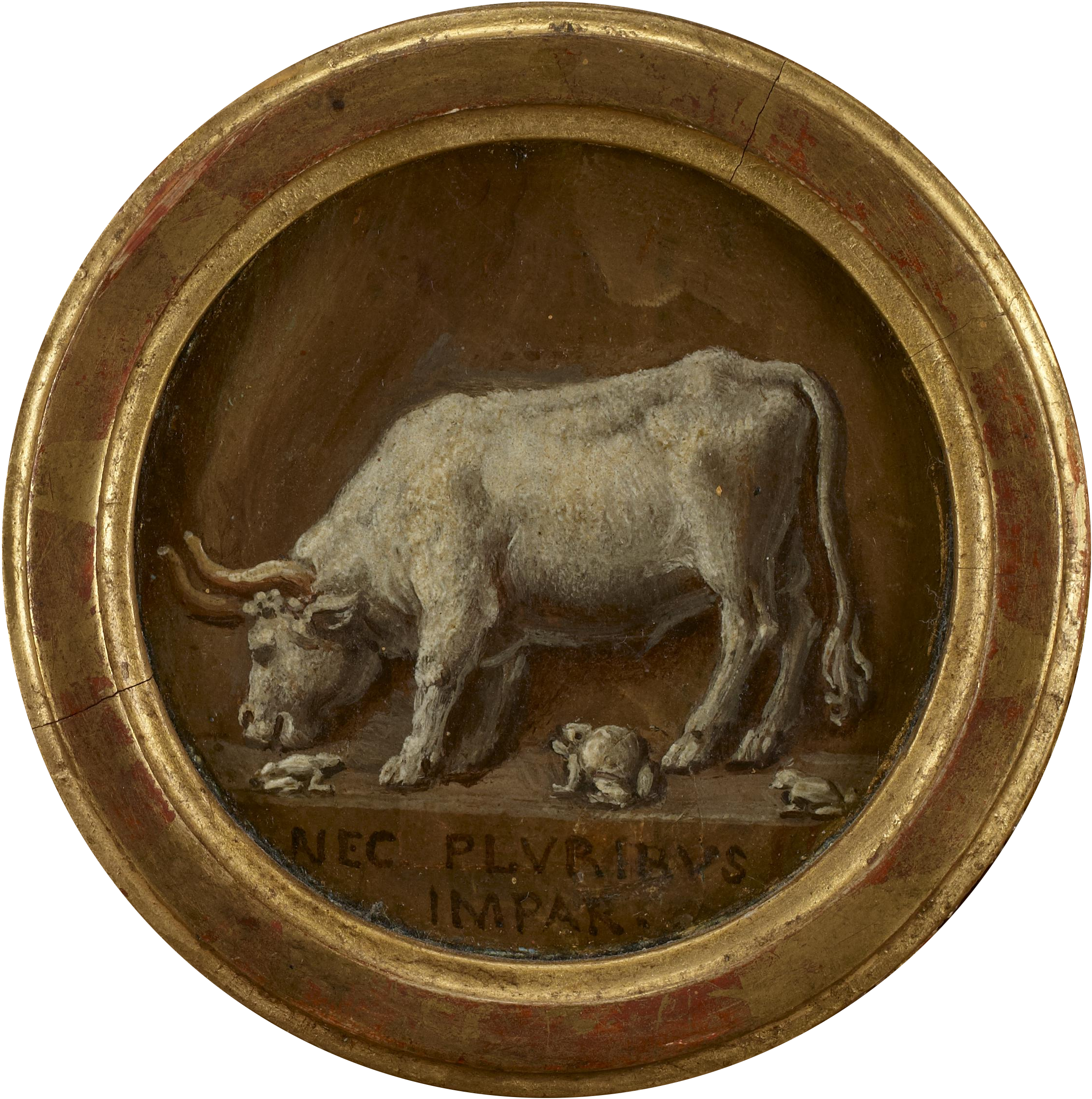
Un bue, riferimento alla versione di La Fontaine della favola di Esopo La rana e il bue.

Il suo specchio, ora rotto e che non produce più alcun riflesso, è un attributo della Vanitas che è usato assieme alla sirena; Elisabeth Lange non riuscirebbe a vedere le proprie colpe. Sul pavimento, un rotolo della commedia Asinaria di Plauto viene bruciato sotto il suo sandalo, a causa di una torcia che cade. La commedia non è scelta a caso, in quanto parla di soldi, amori e asini.
Un altro amante di Mademoiselle Lange, rimosso dal suo piedistallo, è raffigurato nell'area scura sotto la sedia di Danae. Definito un satiro da alcuni studiosi, la testa che fa una smorfia è coronata dalle foglie di vite e ha l'aspetto di vignaiolo, un tale Leuthrop Beauregard. Una lumaca si trova su una delle sue foglie. Si dice che Beauregard avesse pagato una grande quantità di denaro per mezza giornata del suo tempo, il che è simboleggiato dalla moneta d'oro conficcata nell'orbita dell'occhio destro della figura.
Il piede che sostiene la sedia di Mademoiselle Lange si è frantumato e viene sostenuto da un mattone. Un topo, catturato in una trappola, si trova accanto alla faccia del marchese illegittimo di Beauregard.

## Impatto
Anche se la Danae venne esposta solo per pochi giorni, venne mostrata al Louvre nel culmine del Direttorio francese. Desiderando essere dimenticata, Mademoiselle Lange lasciò la Francia per l'Italia, dove trovò un nuovo appiglio. Alcuni anni dopo, tornò in Francia per visitare e vedere come era cambiata la città. Lì vide una stampa dalla Danae di Girodet, al che osservò che quel ritratto "l'avrebbe fatta morire di dolore" (Ce portrait me fera mourir de chagrin). Mademoiselle Lange rimase a Firenze fino alla sua morte nel 1816.
In seguito, lo stesso Girodet espresse del rimorso nell'aver creato il quadro, e non volle mostrarlo ai suoi amici.

## Galleria d'immagini

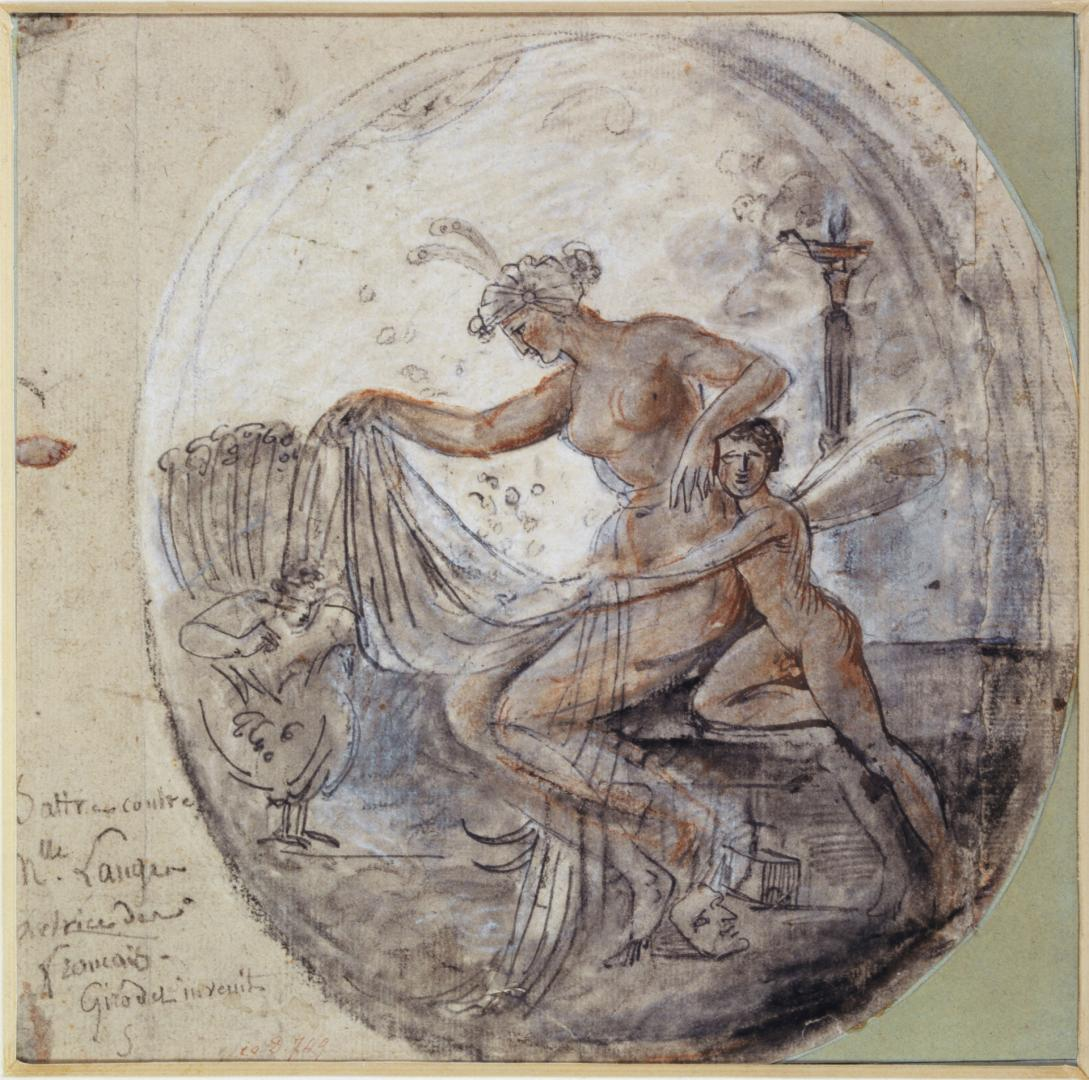
Uno schizzo per la tela.
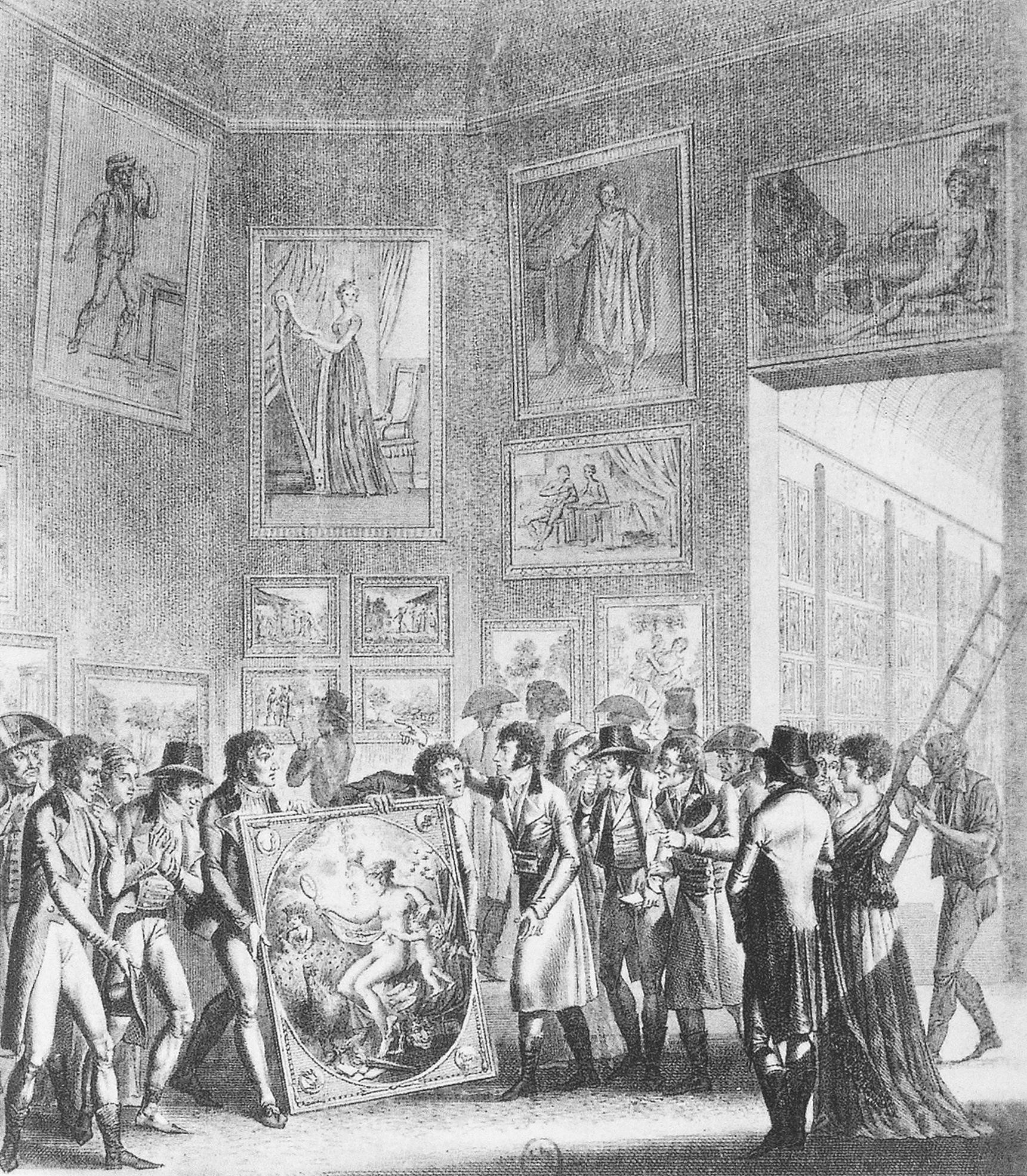
Girodet che sostituisce la Danae moderna nel Salon Carré in un'incisione di Naudet.
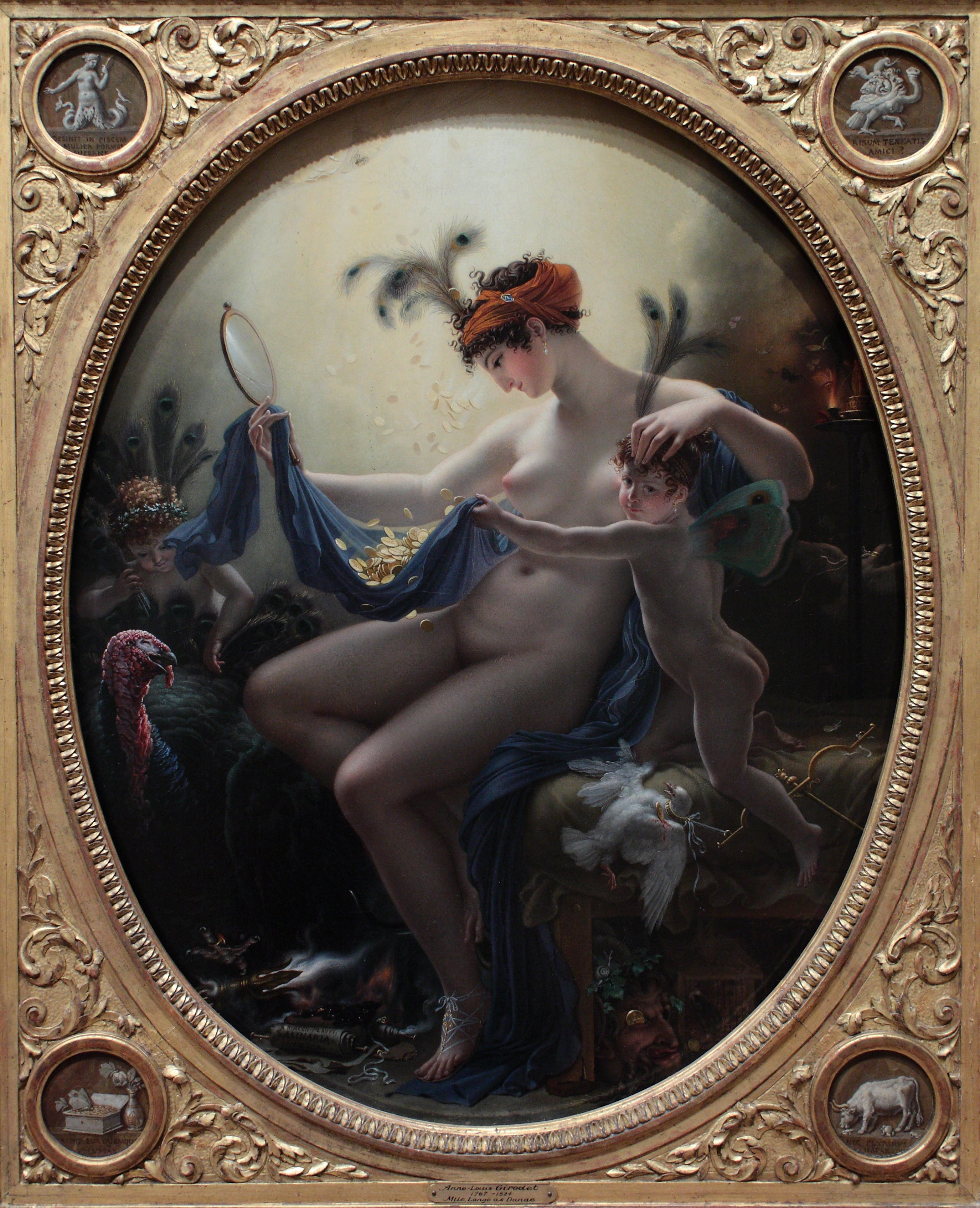
Il dipinto con la cornice.